# Автомобіліст (Одеса)
«Автомобіліст» Одеса — радянський і український футбольний клуб з Одеси. Заснований у 1957 році.

## Хронологія назв
- 1957—1962 — «Таксопарк»;
- 1963—1971 — «Автомобіліст».
- з 1972 — «Таксі–Автомобіліст»

## Історія
Футбольна команда «Автомобіліст» була заснована в 1957 році в місті Одеса при Одеському таксомоторному парку. У 30-ті та 40-ві роки носила назву «Автомотор», домашні матчі проводила на стадіоні шоферів на Пролетарському (нині — Французькому) бульварі. У 1964 році на правах чемпіона області отримала право на перехід у клас «Б» чемпіонату СРСР.
У 1965 році команда дебютувала в класі Б української зони чемпіонату СРСР, в якій зайняв 9-е місце, а в фінальній частині — 28-е місце. Наступного сезону результати були гіршими: 19-е місце в українській зоні та 38-е — в фінальній частині.
У 1965—1967 роках команда також брала участь у розіграшах кубку СРСР.
Після виступала в чемпіонатах міста й області під назвами «Автомобіліст», «Спартак» і «Таксі». У 70-ті та 80-ті роки до участі в чемпіонаті і Кубку міста, і Кубку області таксомотора парк виставляв команди відразу декількох підприємств. Провідною серед них вважалася команда АТП № 15101

## Досягнення

### УРСР
- Чемпіонат Одеської області
  -  Чемпіон(2) — 1964, 1982
  -  Бронзовий призер(4) — 1966, 1968, 1972, 1973

- Кубок Одеської області
  -  Володар(1) — 1963

- Чемпіонат Одеси з футболу
  -  Чемпіон(6) — 1964, 1968, 1971, 1978, 1980, 1990
  -  Срібний призер(4) — 1967, 1972, 1973, 1982
  -  Бронзовий призер(8) — 1949, 1955, 1956, 1969, 1974, 1976, 1977, 1985

- Кубок Одеси з футболу
  -  Володар(5) — 1963, 1980, 1983, 1990, 1991
  -  Фіналіст(3) — 1969, 1971, 1983

### СРСР
- У другій лізі — 28 місце (в зональному фіналі класу «Б» 1965 року).
- У кубку СРСР — поразка в 1/4 зонального фіналу (1965).

## Відомі тренери
- Зубков Віктор Захарович

## Відомі гравці
Докладніше: Категорія:Футболісти «Автомобіліста» (Одеса)
- Варламов Юрій Олександрович
- Фурс Костянтин Вікторович
- Козеренко Володимир Сергійович